# Nullus dolor est quem non longinquitas temporis minuat ac molliat
La frase latina nullus dolor est quem non longinquitas temporis minuat ac molliat (lett.: "non vi è nessun dolore che la lunghezza del tempo non diminuisca e allievi") si trova nelle Epistulae ad familiares di Marco Tullio Cicerone (ad Fam., 4, 5).
La frase riprende il topos del tempo come consolatore dei mali, suggerendo che grazie ad esso i dolori umani sono cancellati o, almeno, leniti.
Tale topos, non solo ha altri precedenti nell'antichità, ma ha continue riprese anche nelle culture moderne.